# Mcbirneyita
La mcbirneyita és un mineral de la classe dels fosfats. Rep el seu nom d'Alexander Robert McBirney (1924-), vulcanòleg de la Universitat d'Oregon, als Estats Units i editor en cap de la revista Volcanology and Geothermal Research.

## Característiques
La mcbirneyita és un fosfat de fórmula química Cu₃(VO₄)₂. Cristal·litza en el sistema triclínic. És un mineral dimorf de la pseudolyonsita, i possiblement també polimorf de la borisenkoïta.
Segons la classificació de Nickel-Strunz, la mcbirneyita pertany a «08.AB - Fosfats, etc. sense anions addicionals, sense H₂O, amb cations de mida mitjana» juntament amb els següents minerals: farringtonita, ferrisicklerita, heterosita, litiofilita, natrofilita, purpurita, sicklerita, simferita, trifilita, karenwebberita, sarcòpsid, chopinita, beusita, graftonita, xantiosita, lammerita, lammerita-β, stranskiïta, pseudolyonsita i lyonsita.

## Formació i jaciments
Va ser descoberta al volcà Izalco, al departament de Sonsonate, El Salvador. També ha estat descrita a la fumarola Iadovítaia, al volcà Tolbàtxik, Rússia. Els dos volcans són els dos únics indrets on ha estat descrita aquesta espècie en tot el planeta.